# Leptothorax angustulus
Leptothorax angustulus är en myrart som först beskrevs av Nylander 1856.  Leptothorax angustulus ingår i släktet smalmyror, och familjen myror.

## Underarter
Arten delas in i följande underarter:
- L. a. algiricus
- L. a. angustinodis
- L. a. angustulus
- L. a. atlantis
- L. a. bordagei
- L. a. brunea
- L. a. silvanus
- L. a. trabutii